# Psicología de la preferencia musical
La psicología de la preferencia musical se refiere a los factores psicológicos detrás de las diferentes preferencias de música de las personas. La música es oída por personas diariamente en muchas partes del mundo y afecta a las personas en varias maneras desde regulación de emociones hasta desarrollo cognitivo, también proporciona un medio para la autoexpresión. Se ha mostrado que la formación musical ayuda a mejorar la capacidad y el desarrollo intelectual, aunque no se ha encontrado ninguna conexión en cuanto a cómo afecta la regulación emocional. Numerosos estudios  han sido conducidos para mostrar que la personalidad individual puede tener un efecto sobre la preferencia musical, principalmente utilizando el modelo de los cinco grandes. Estos estudios no son limitados a cultura occidental o estadounidense, ya que  han sido llevados a cabo con resultados significativos en países por todo el mundo incluyendo Japón, Alemania y España.

## Personalidad y preferencia musical

### Modelo de los cinco grandes
Los psicólogos generalmente aceptan la idea de que las diferencias individuales no clínicas pueden ser resumidas de acuerdo a cinco dimensiones diferentes. Muchos estudios de investigación han utilizado este Modelo de los cinco grandes como sus medidas para la personalidad, el cual divide la personalidad en cinco categorías: apertura a la experiencia, amabilidad, extraversión, inestabilidad emocional, y responsabilidad.
Varios cuestionarios han sido creados tanto para medir los cinco grandes factores de la personalidad como las preferencias musicales. La mayoría de los estudios que intentan encontrar la correlación entre la personalidad y las preferencias musicales administraron cuestionarios para medir ambos rasgos. Otros utilizaron cuestionarios para determinar rasgos de personalidad y después le pidieron a los participantes calificar extractos musicales en escalas como gusto, complejidad percibida, emociones sentidas y más.
En general, los rasgos de plasticidad (apertura a la experiencia y extraversión) afectan la preferencia musical más que los rasgos de estabilidad (amabilidad, inestabilidad emocional y responsabilidad), pero aun así se puede discutir cada rasgo. Los rasgos de la personalidad también han mostrado correlación significativa con el efecto emocional que la música tiene en las personas. Diferencias de personalidad individual pueden ayudar a predecir la intensidad emocional y la valencia derivada de la música.

#### Apertura a la experiencia
De todos los rasgos, la apertura a la experiencia ha mostrado tener el efecto más grande en la preferencia de género. En general, aquellos con un nivel alto de apertura a la experiencia prefieren más música categorizada como compleja y original como clásica, jazz, y eclecticismo, y música intensa y rebelde. En el estudio, géneros reflexivos y complejos incluyeron música clásica, blues, jazz, y folk, mientras que géneros intensos y rebeldes incluyeron música rock, alternativa, y de metal pesado. Una de las facetas de la apertura a la experiencia es apreciación estética, razón por la cual los investigadores generalmente explican la alta correlación positiva entre apertura y el gusto por música compleja. Las personas con niveles más altos en la transparencia también tienden a tener niveles más altos en inteligencia auto-evaluada. Esto sugiere que apertura alta lleva a inteligencia auto-percibida alta, lo cual también podría explicar por qué a este grupo tiende a gustarle música más compleja, clásica y jazz.
Un estudio investigando cómo los rasgos de personalidad afectan la emoción inducida por música encontró que de todos los rasgos, la apertura a la experiencia era el mejor predictor de reacciones emocionales intensas más altas a música triste y lenta. Los sentimientos más comunes descritos de música triste fueron nostalgia, paz y maravilla, y la apertura a la experiencia se correlaciona positivamente con todos estos sentimientos. La música triste también ha sido teorizada para permitir mayor experiencia de belleza y experiencias estéticas. Además, los individuos abiertos muestran una preferencia por estilos musicales diversos, pero no prefieren formas populares de música contemporánea, indicando que hay límites a esta apertura. Aun así, esto es sólo cierto hasta cierto punto, ya que otro estudio investigó la capacidad de la música de producir "escalofríos" en los oyentes. A pesar de que este estudio encontró que la apertura era el mejor predictor de preferencia de género, no hay manera alguna de utilizar la apertura a la experiencia para pronosticar a quién le dará escalofríos la música. En cambio, la medida única para eso era la frecuencia de escuchar a música y el valor auto asignado de la importancia de la música en su propia vida.
Otro estudio examinó como la apertura a la experiencia y la frecuencia de escuchar están relacionados y cómo afectan la preferencia musical. Mientras escuchaban extractos de música clásica, aquellos con un alto nivel de apertura tendieron a disminuir en gustos de música más rápida durante escuchas repetidas, a diferencia de aquellos con un nivel bajo de apertura, quienes tendieron a gustar de música con más repeticiones. Esto sugiere que la novedad en música es una calidad importante para personas con alta apertura a la experiencia.
Un estudio hizo que las personas tomaran una prueba de personalidad antes y después de escuchar a música clásica con y sin las letras escritas delante de ellos. Tanto la música con letras como la música sin las letras mostraron algún efecto en cambiar los rasgos de personalidad auto-evaluados de las personas, más significativamente en términos de apertura a la experiencia, el cual mostró algún aumento significativo. En vez de que la personalidad afecte la preferencia musical, aquí la música clásica alteró la valoración de sus propias personalidades e hizo que las personas se auto-evaluaran como más abiertas.
La apertura a la experiencia también está correlacionada de manera positiva con el uso intelectual o cognitivo de música, lo que significa que este individuo disfruta analizar composiciones musicales complejas. Además, los individuos más abiertos prefieren un número mayor de temas melódicos en una obra musical.

#### Responsabilidad
La responsabilidad tiene una correlación negativa con música intensa y rebelde, como rock y música de metal pesado. Mientras estudios anteriores han encontrado una relación entre responsabilidad y regulación emocional, estos resultados no aplican transculturalmente - específicamente, los investigadores no encontraron esta relación en Malasia.

#### Extraversión
La extraversión es otro buen predictor de preferencia de género de música y uso de música. Extrovertidos energéticos han sido ligados a preferencias en música feliz, alegre y convencional, así como música energética y rítmica, como música rap, hip hop, soul, electrónica, y de baile. Además, los extrovertidos tienden a escuchar música más y tener música de fondo presente en sus vidas más a menudo. Un estudio comparó introvertidos y extrovertidos para ver quién sería más fácilmente distraído por música de fondo con y sin letras. Se tenía la hipótesis de que como los extrovertidos escuchan más música de fondo serían capaces de ignorarla mejor, pero aquello resultó falso. Sin importar cuanta música escuchen las personas siguen siendo igualmente afectados y distraídos por música con letra. Música alegre con tempos rápidos, muchos temas melódicos y vocales son también preferidos por extrovertidos. Son más propensos que otros a escuchar música en el fondo mientras hacen otras actividades, como correr, estar con amigo o estudiar. Este grupo también tiende a utilizar música para contrarrestar la monotonía de tareas diarias, tales como planchar. En un estudio turco, los investigadores encontraron que los extrovertidos preferían rock, pop y rap porque estos géneros facilitaban el movimiento y baile.
Otro estudio examinó profesores de música y terapeutas de música, suponiendo que personas a quienes les gusta y estudian música serían más extrovertidos. Los resultados mostraron que profesores de música eran sin duda más altos en extraversion que el público general. Terapeutas de música eran también más altos en extraversion que introversión, aunque puntuaron significativamente más bajos que los profesores. Las diferencias probablemente pueden ser atribuidas a la enseñanza siendo una profesión más dependiente en extraversion.

#### Amabilidad
Los individuos amables prefirieron música alegre y convencional. Además, oyentes con alta amabilidad mostraron una respuesta emocional intensa a música que nunca antes habían escuchado. La amabilidad también es un buen predictor de la intensidad emocional experimentada de todos los tipos de música, ya sea positiva o negativa. Aquellos con un alto nivel de amabilidad tienden a tener reacciones emocionales más intensas a todos los tipos de música.

#### Inestabilidad emocional
Entre más emocionalmente inestable sea una persona es menos probable que escuche música intensa y rebelde (como alternativo, rock y metal pesado); probablemente preferirán música alegre y convencional, como música country, bandas sonoras y pop. Además, la inestabilidad emocional está positivamente correlacionada con el uso emocional de música. Aquellos con altos niveles de inestabilidad emocional eran más propensos a reportar uso de música para regulación emocional y experimentar intensidad más alta de afecto emocional, especialmente emoción negativa.

### Modelos psicológicos complementarios
Los perfiles psicológicos también pueden ser clasificados como "empatizar" o "sistematizar", especialmente en el contexto de autismo. Sistematizar implica entendimiento y predicción del comportamiento de sistemas basados en las reglas que les gobiernan, mientras empatizar consiste de interpretar y reflejar los sentimientos subjetivos de otros. En música, las habilidades de empatizar están utilizadas en percepción, ejecución y reacción ante la música, mientras sistematizar sirve para analizar y deconstruir patrones musicales.
Un estudio del 2015 investigó preferencias musicales en el contexto de este modelo. El estudio encontró que, después de corregir para el modelo de los cinco grandes, aquellos con estilos cognitivos más empáticos prefirieron música más "melosa" con menor excitación y mayor profundidad emocional, como R&B, mientras aquellos con estilos cognitivos sistémicos prefirieron música más intensa, con percusión pesada y tempo rápido.

## Influencias individuales y situacionales en las preferencias musicales
Se ha mostrado que las situaciones influyen sobre las preferencias individuales para ciertos tipos de música . Participantes en un estudio de 1996 proporcionaron información sobre qué música preferirían escuchar en situaciones dadas e indicaron que la situación determinó de gran manera sus preferencias musicales. Por ejemplo, las situaciones melancólicas pidieron música triste y temperamental, mientras una situación de excitación pediría ritmo música alta, de ritmo fuerte y vigorizante.

### Género
Las mujeres son más propensas que los hombres a responder ante la música de una manera más emocional. Además, las mujeres prefieren música popular más que los hombres. En un estudio de personalidad y género en preferencia para graves exagerados en música, los investigadores encontraron que los hombres demostraron mayor preferencia para música de bajos que las mujeres. Esta preferencia para música de bajos es también correlativa con personalidades antisocial y borderline.

### Edad
La edad es un factor fuerte en determinar preferencia musical. En este caso, la nostalgia es el sentimiento más importante que afecta la preferencia de música. La música que produce efectos de nostalgia ha demostrado tener efectos predictivos grandes en personas de todas las edades. En un estudio de preferencias musicales de adolescentes en Inglaterra, los investigadores encontraron que las niñas consideraban la música  como actividad interesante más que los niños, pero tanto niños como niñas estaban de acuerdo que no necesita ser enseñada en la escuela. También hay evidencia de que las preferencias y las opiniones hacia la música pueden cambiar con la edad. En un estudio canadiense acerca de como las preferencias musicales de adolescentes se relacionan a la personalidad, los investigadores encontraron que adolescentes que prefirieron la música pesada demostraron autoestima baja, niveles más altos de incomodidad dentro de la familia y tendieron a sentirse rechazados por otros. Adolescentes que prefirieron la música ligera estaban preocupados con hacer la cosa apropiada y tenían dificultad equilibrando independencia con dependencia. Adolescentes con preferencias de música ecléctica tuvieron menos dificultad negociando adolescencia y eran flexibles utilizando música según su humor y necesidades particulares en el momento.

### Estación del año
La estación del año también puede afectar preferencias. Después de reflexionar sobre las estaciones de otoño o invierno los participantes prefirieron música reflexiva y compleja, mientras que después de reflexionar sobre verano o primavera los participantes prefirieron música energética y rítmica. Aun así, la música "pop" parece tener un atractivo universal, sin importar la estación.

### Familiaridad
La familiaridad y complejidad tienen efectos interesantes en preferencias musicales. Como se ha visto en otros medios artísticos, una relación de U invertida es aparente al relacionar la complejidad en gustos de extractos musicales. A los individuos les gusta la complejidad hasta cierto punto, entonces les empieza a desagradar la música cuándo la complejidad es demasiado alta. Además, hay una clara relación monotónica positiva entre familiaridad y gusto de música.

### Autopercepción
Las preferencias musicales también se pueden influenciar por como el individuo quiere ser percibido, especialmente en los hombres. Las preferencias musicales podrían ser usadas para hacer pretensiones de identidad autodirigidas. Los individuos pueden seleccionar estilos de música que refuercen su autopercepción. Por ejemplo, individuos con una autopercepción conservadora prefirieron estilos de música convencionales, mientras que individuos con una autopercepción atlética prefirieron música vigorífica.

### Humor
El humor activo es otro factor que afecta la preferencia musical. Generalmente, ya sea que las personas estén de buen o mal humor cuando escuchan música afecta como se sienten acerca del tipo de música y también su respuesta emocional. En esa línea de pensamiento, la agresión ha mostrado mejorar la creatividad e intensidad emocional derivada de la música. Personas con trastornos de agresividad consideran a la música una salida emocional poderosa. Además, el valor que las personas le dan a la música y la frecuencia de escucha afecta sus reacciones a la misma. Si las personas escuchan cierto tipo de música y le añaden una experiencia emocional a las canciones o al género en general, esto aumenta la probabilidad de disfrutar la música y ser afectados emocionalmente por ella.  Esto ayuda a explicar porqué muchas personas pueden tener reacciones fuertes a música que sus papás escuchaban frecuentemente cuando eran niños.